# 水晶宫足球俱乐部
水晶宫足球俱乐部（英語：Crystal Palace Football Club，发音为/ˈkrɪstl ˈpælɪs/）是位於英格蘭倫敦南部的職業足球隊，現時在英格蘭足球超級聯賽作賽，成立於1905年，在2005/06賽季慶祝成立百年紀念。主場為塞尔赫斯特公园球场（Selhurst Park）。水晶宮是目前英超唯一一支擁有啦啦隊的球隊。

## 歷史
早年的水晶宮只在低級別的聯賽角逐，1969年才首次升上當時的頂級聯賽（舊英甲），之後水晶宮在英格蘭各級聯賽浮沉。
儘管多次升上頂級聯賽，還成為英超元老之一，不過在2012/13年球季（第4次升超）前，每回都只維持最多4個球季就被降回次級聯賽，也因此被戲稱為「升降機」之一。
2009/10年度球季，當時在英冠作賽的水晶宮因財政問題而被接管，被扣十分，最後排名倒數第四，僅僅保住英冠席位。
2012/13年度球季，水晶宮取得英冠第五名，可參加升班附加賽，最後獲勝得以升上英超。
2013/14年度球季，返回英超作賽的水晶宮取得聯賽第十一名，不但成功保住英超席位，更是球會史上最高的英超排名。
2014/15年度球季，水晶宮在季中仍為護級而戰，球會成功羅致紐卡素領隊柏祖成為新領隊，結果不但令水晶宮提早護級成功，而且更取得聯賽第十名，超越去年記錄，取得球會史上最高的英超排名。
2015年7月10日，以破球會紀錄的1,000萬鎊從法甲球會巴黎聖日耳門簽入領隊阿兰·帕德鲁執教紐卡素時的舊部约翰·卡巴耶（Yohan Cabaye）。
2015年12月18日，球隊引入美國投資者，NBA費城76人及NHL新澤西魔鬼股東Josh Harris和David Blitzer同意入股，與時任聯席主席Steve Parish各持有18%股份，初步注資5,000萬英鎊用於重建球場。
2015/16年度球季，水晶宮雖未能在聯賽排名榜再度突破，但最後成功打入決賽，為球隊史上的第二次，最後以1-2敗給曼聯屈居亞軍。

### 2016/17：保級專家出馬，獵虎上岸
2016/17年度球季，水晶宮在季中落入降班區內，球會於2016年12月解僱柏祖，改任「保級專家」森姆·艾拿戴斯為新領隊。
水晶宮在下半季展開瘋狂的保級戰鬥，打敗的球隊更不乏車路士、利物浦及阿仙奴3支前列勁旅。儘管輸給熱刺和曼城，水晶宮靠著這波高潮把自己推升到領先降級區4分，然而若在第37輪聯賽被保級對手侯城反咬一口，最終輪面對曼聯會非常不利。
幸運的是，第37輪鎮守主場的水晶宮完全不給老虎任何生機，以4-0的大勝送對手回英冠，亦令球會首次在頂級聯賽逗留超過四個球季，但艾拿戴斯在季後辭職。2017年6月，水晶宮委任法蘭·迪保亞為新主帥。

### 2017/18：0的突破，再殺一隊
2017/18年度球季，水晶宮開季聯賽7連敗、0個進球、0個積分，大幅刷新英超史上最慘開局。水晶宮在開季聯賽4連敗後炒掉法蘭·迪保亞，改由前英格蘭領隊罗伊·霍奇森頂替。
換帥後，水晶宮的煞車還沒立即找到，第5～7輪聯賽水晶宮先後主場0-1不敵修咸頓、作客曼城及曼聯分別以0-5及0-4慘敗，直到第8輪倫敦打比在主場爆冷2-1擊敗衛冕冠軍車路士才止跌回升。
水晶宮的糟糕開局讓當時各路球評認為他們是降班大熱門，然而在鶴臣帶領下，他們拒絕認命，不但排名慢慢上升逃離降班區，最終更取得英超第11名與44分逃出生天。同時，他們還在第37輪客場2:1逆襲「陶工」斯托克城，終結對手的英超征途。

### 2018/19：手起刀落，連斬兩隊
在鶴臣的帶領下，水晶宮實力逐漸站穩中下游，更在2018/19年賽季一口氣包辦了2個降級名額。
第32輪，水晶宮主場2-0迫使哈德斯菲爾德降回英冠；第37輪，水晶宮客場3:2征服卡迪夫城，將最後1個降級席位送給對手。
水晶宮在鶴臣帶領期間雖然最終排名都是處於中游至中下游，但基本上每季都不需要為護級而戰，期間更曾數次爆冷擊敗強隊。不但如此，接近季尾的時候水晶宮經常能擊敗護級球隊，不少的勝利更直接將對手送落來季英冠。基本上水晶宮目前已經洗脫「升降機」之名，漸漸於英超站穩陣腳。

### 2024/25：開低走高，第一座重要獎杯
2024/25為格拉斯納的第一個完整賽季，歷經英超開季8連不勝只拿3分後，水晶宫漸入佳境重返中游，以第12名完賽。
和聯賽平穩度過相比，水晶宮在盃賽表現非常出色，不但聯賽盃挺進八強，更是一路過關斬將殺進決賽會師曼城。前場大將伊比爾治·伊斯一箭定江山，加上門將迪恩·亨德森一夫當關，水晶宫最終以1-0擊敗曼城奪得足總盃冠軍，並首次獲得參加歐足總歐洲聯賽正賽資格。
英超第38輪，水晶宮以新科足总杯冠军身份作客新科英超冠軍利物浦，在這場社區盾前哨戰賽前，水晶宮先照例給利物浦列隊致敬，隨後利物浦也給水晶宮列隊回禮。

### 2025/26：再拿一冠，歐戰降檔
2025年英格蘭社區盾，水晶宮與利物浦在正規時間戰成2-2平手，PK大戰亨德森再度神勇發揮，3-2击败利物浦，夺得首个社區盾。
但是隊史首場歐戰賽前，由於與水晶宮相同班主的法甲奧林匹克里昂也打進歐霸正賽，水晶宮遭到降格，轉戰歐足總歐洲協會聯賽附加賽。

## 大事紀年
| 年 份   | 事 項                                                                                        |
| ------- | -------------------------------------------------------------------------------------------- |
| 1905-06 | 加入南區乙組聯賽。南部乙組聯賽冠軍，升級南部甲組                                             |
| 1907-08 | 同時加入西部甲B組聯賽                                                                        |
| 1913-14 | 南部甲組聯賽亞軍                                                                             |
| 1920-21 | 南區丙組聯賽創始成員。南區丙組聯賽冠軍，升級乙組                                             |
| 1925    | 乙組聯賽排第廿一位，降級南區丙組                                                             |
| 1928-29 | 南區丙組聯賽亞軍，以得失球率失卻冠軍及升級席位                                               |
| 1930-31 | 南區丙組聯賽亞軍                                                                             |
| 1938-39 | 南區丙組聯賽亞軍                                                                             |
| 1958-59 | 聯賽重組後被置於丁組聯賽                                                                     |
| 1960-61 | 丁組聯賽亞軍，升級丙組                                                                       |
| 1963-64 | 丙組聯賽亞軍，升級乙組                                                                       |
| 1968-69 | 乙組聯賽亞軍，升級甲組                                                                       |
| 1973    | 甲組聯賽排第廿一位，降級乙組                                                                 |
| 1974    | 乙組聯賽排第廿位，降級丙組                                                                   |
| 1975-76 |                                                                                              |
| 1976-77 | 丙組聯賽季軍，升級乙組                                                                       |
| 1978-79 | 乙組聯賽冠軍，升級甲組                                                                       |
| 1981    | 甲組聯賽排第廿二位，降級乙組                                                                 |
| 1988-89 | 乙組聯賽排第三位，附加賽第一輪兩回合累計2-1擊敗，決賽兩回合累計4-3擊敗，升級甲組             |
| 1989-90 | 打入足總盃決賽，3-3賽和，重賽負0-1，得亞軍                                                         |
| 1992-93 | 超聯創始成員。超聯排第廿位，降級甲組〈II〉。聯賽杯晉身四強                                   |
| 1993-94 | 甲組〈II〉聯賽冠軍，升級超聯                                                                 |
| 1994-95 | 超聯排第十九位，降級甲組〈II〉。聯賽杯晉身四強。晉身四強。                                   |
| 1995-96 | 甲組〈II〉聯賽排第三位，附加賽準決賽兩回合累計3-1擊敗，溫布萊決賽1-2負於莱斯特城             |
| 1996-97 | 甲組〈II〉聯賽排第六位，附加賽準決賽兩回合累計4-3擊敗狼隊，溫布萊決賽1-0擊敗錫菲聯，升級超聯 |
| 1998    | 超聯排第廿位，降級甲組〈II〉                                                                 |
| 2000-01 | 聯賽杯晉身四強                                                                               |
| 2003-04 | 甲組〈II〉聯賽排第六位，附加賽準決賽兩回合累計4-4，5-4擊敗，千禧球場決賽1-0擊敗，升級英超    |
| 2005    | 英超聯賽排第十八位，降級甲組〈II〉。甲組〈II〉更名“英冠聯賽”                                 |
| 2005-06 | 英冠聯賽排第六位，附加賽準決賽兩回合累計0-3負於屈福特                                        |
| 2007-08 | 英冠聯賽排第五位，附加賽準決賽兩回合累計2-4負於                                              |
| 2009-10 | 進行債務重組，被扣10分                                                                       |
| 2011-12 | 聯賽盃晉級四強                                                                               |
| 2012-13 | 英冠聯賽排第五位，附加賽準決賽兩回合累計2-0擊敗白禮頓，溫布萊決賽1-0擊敗屈福特，升級英超     |
| 2015-16 | 打入足總盃決賽，1-2敗給，得亞軍                                                                    |
| 2024-25 | 1-0擊敗曼城，獲得冠軍                                                                        |

## 主場球場

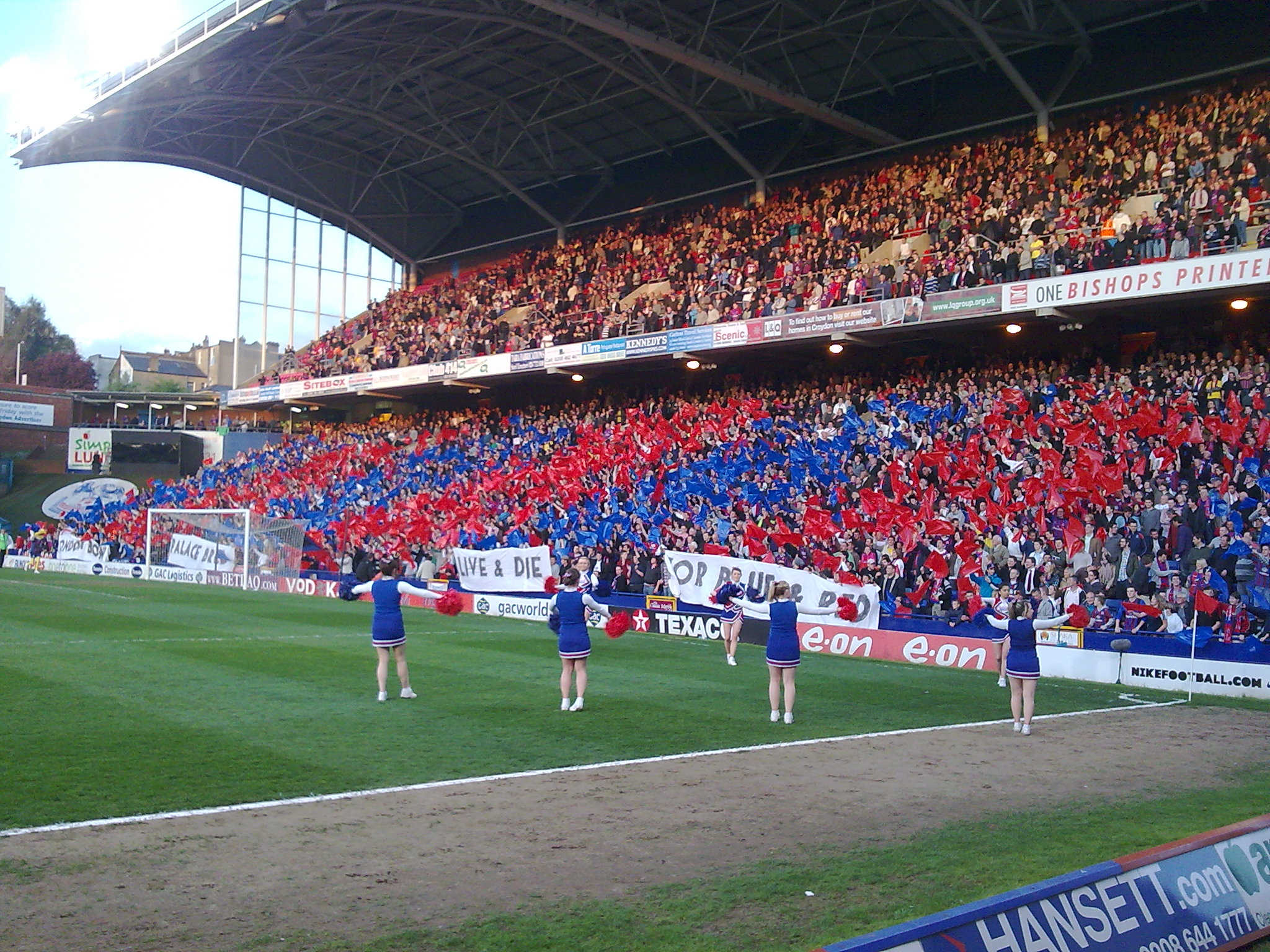
塞尔赫斯特公园球场

塞尔赫斯特公园球场（Selhurst Park）位於倫敦南部克羅伊登區，可容26,309名觀眾，是英格蘭第31大的足球場。
球場在1924年8月30日由倫敦市長主持揭幕，當時只有一個看台（即現時的主看台），首場比賽水晶宮以0-1負於。在1953年加裝汛光燈設施（部份仍在主看台蓋頂），但九年後由球場四角的燈塔代替。塞尔赫斯特公园直到水晶宮在1969年首次升上甲組才作重大改善，加建「阿瑟韋爾看台」（Arthur Wait Stand），主看台改為坐席。在1983年水晶宮以200萬英鎊將「白馬徑看台」（Whitehorse Lane）背面及停車場賣給森寶利以舒緩財困。1986年遷入與水晶宮共用塞尔赫斯特公园為主場球場，為英格蘭首宗聯賽球隊共用球場協議。當查爾頓返回山谷球場（The Valley）後，溫布頓在1991年成為新租客。「賀姆斯代爾看台」（Holmesdale）在1994年拆卸，一座兩層8,500座的新看台在一年後落成，而主看台的頂蓋因漏水而更換。2002年溫布頓獲准在遷離倫敦，於2003年正式遷出並更名米尔顿凯恩斯。
於2008年塞尔赫斯特公园球场由HBOS及前副主席保羅·金士利（Paul Kemsley）旗下的洛克集團（Rock group）共同擁有，以25年長約租予水晶宮，年租120萬英鎊。惟前者於2009年1月被萊斯銀行（Lloyds Banking Group）併購，而後者於6月進行債務重組，擔任資產管理人的PwC會在市場價格合適時將球場出售套現。2010年6月，CPFC 2010財團正式入主球會，同時收購塞爾赫斯特公園球場，是自1998年以來球場業權首次回歸球會。

## 榮譽

水晶宫舊會徽

| 榮譽                      | 次數        | 年度                 |
| 聯 賽 比 賽               | 聯 賽 比 賽 | 聯 賽 比 賽          |
| ------------------------- | ----------- | -------------------- |
| 甲組〈II〉聯賽 冠軍       | 1           | 1993/94年            |
| 甲組〈II〉聯賽 附加賽冠軍 | 2           | 1996/97年, 2003/04年 |
| 乙組〈II〉聯賽 冠軍       | 1           | 1978/79年            |
| 冠軍〈II〉聯賽 附加賽冠軍 | 1           | 2012/13年            |
| 乙組〈II〉聯賽 附加賽冠軍 | 1           | 1988/89年            |
| 南區丙組聯賽 冠軍         | 1           | 1920/21年            |
| 杯 賽 比 賽               |             |                      |
| 冠軍                      | 1           | 2024/25年            |
| 足总青年杯 冠軍           | 2           | 1977年，1978年       |
| 足總會員杯 冠軍           | 1           | 1991年               |
| 英格蘭社區盾 冠軍         | 1           | 2025年               |

## 球員名單（2025/26）
1. 粗體字為新加盟球員（青年隊提升不計）。
2. 2025年夏季轉會窗（英语：List of English football transfers summer 2025）：6月1日至10日，6月16日至9月1日。

### 目前效力
| 號碼  | 國籍     | 球員                            | 位置       | 年齡  | 加盟年份 | 前屬球會       | 轉會費    |
| 門 將 | 門 將    | 門 將                           | 門 將      | 門 將 | 門 將    | 門 將          | 門 將     |
| ----- | -------- | ------------------------------- | ---------- | ----- | -------- | -------------- | --------- |
| 1     | 英格兰   | （Dean Henderson）              | 門將       | 28    | 2023     | 曼聯           | 1,500萬鎊 |
| 31    | 英格兰   | （Remi Matthews）               | 門將       | 31    | 2021     | 新特蘭         | 自由轉會  |
| 44    | 阿根廷   | （Walter Benítez）              | 門將       | 32    | 2025     | PSV燕豪芬      | 自由轉會  |
| 後 衛 |          |                                 |            |       |          |                |           |
| 2     | 哥伦比亚 | 丹尼爾·穆尼奧斯（Daniel Muñoz） | 右閘       | 29    | 2024     | 亨克           | 680萬鎊   |
| 3     | 英格兰   | （Tyrick Mitchell）             | 左閘       | 25    | 2018     | 青年隊         | 不適用    |
| 5     | 法國     | （Maxence Lacroix）             | 中堅       | 25    | 2024     | 沃尔夫斯堡     | 1,520萬鎊 |
| 6     | 英格兰   | （Marc Guéhi）                  | 中堅       | 25    | 2021     | 車路士         | 2,020萬鎊 |
| 17    | 英格兰   | （Nathaniel Clyne）             | 右閘       | 34    | 2020     | 利物浦         | 自由轉會  |
| 24    | 克罗地亚 | （Borna Sosa）                  | 左後衛     | 27    | 2025     | 阿贾克斯       | 200萬鎊   |
| 26    | 美国     | （Chris Richards）              | 中堅       | 25    | 2022     | 拜仁慕尼黑     | 1,000萬鎊 |
| 34    | 摩洛哥   | （Chadi Riad）                  | 中堅       | 22    | 2024     | 贝蒂斯         | 1,270萬鎊 |
| 58    | 英格兰   | 卡莱布·科波哈（Caleb Kporha）   | 右閘       | 19    | 2024     | 青年隊         | 不適用    |
| 中 場 |          |                                 |            |       |          |                |           |
| 8     | 哥伦比亚 | （Jefferson Lerma）             | 防守中場   | 30    | 2023     | 般尼茅夫       | 自由轉會  |
| 10    | 英格兰   | （Eberechi Eze）                | 進攻中場   | 27    | 2020     | 昆士柏流浪     | 1,950萬鎊 |
| 11    | 巴西     | （Matheus França）              | 進攻中場   | 21    | 2023     | 法林明高       | 1,730萬鎊 |
| 18    | 日本     | 鎌田大地（Daichi Kamada）       | 進攻中場   | 29    | 2024     | 拉素           | 自由轉會  |
| 19    | 英格兰   | （Will Hughes）                 | 正中場     | 30    | 2021     | 沃特福德       | 600萬鎊   |
| 20    | 英格兰   | （Adam Wharton）                | 防守中場   | 21    | 2024     | 布莱克本流浪者 | 1,800萬鎊 |
| 28    | 马里     | （Cheick Doucouré）             | 防守中場   | 25    | 2022     | 朗斯           | 2,000萬鎊 |
| 29    | 法國     | （Naouirou Ahamada）            | 正中場     | 23    | 2023     | 斯图加特       | 1,060萬鎊 |
| 55    | 北爱尔兰 | 贾斯汀·德文尼（Justin Devenny） | 中場       | 21    | 2023     | 艾迪爾人       | 無透露    |
| 前 鋒 |          |                                 |            |       |          |                |           |
| 7     | 塞内加尔 | （Ismaïla Sarr）                | 右翼       | 27    | 2024     | 马赛           | 1,270萬鎊 |
| 9     |          | （Eddie Nketiah）               | 中鋒／左翼 | 26    | 2024     | 阿森纳         | 2,500萬鎊 |
| 14    | 法國     | （Jean-Philippe Mateta）        | 中鋒       | 28    | 2022     | 緬恩斯         | 1,250萬鎊 |
| 21    | 英格兰   | 庫瓦庫·埃塞（Romain Esse）      | 攻擊中場   | 25    | 2025     | 米尔沃尔       | 1,200萬鎊 |
| 22    | 法國     | （Odsonne Edouard）             | 中鋒       | 27    | 2021     | 些路迪         | 1,500萬鎊 |
| 49    | 英格兰   | （Jesurun Rak-Sakyi）           | 右翼       | 22    | 2021     | 青年隊         | 不適用    |

1. ↑  另浮動條款150萬鎊
2. ↑  另浮動條款500萬鎊
3. ↑  租借(20/21下半季及21/22上半季)後買斷，租借費320萬鎊

### 外借球員
| 號碼             | 國籍             | 球員                    | 位置             | 年齡             | 加盟年份         | 外借球會         | 外借球季            |
| 2025年夏季轉會窗 | 2025年夏季轉會窗 | 2025年夏季轉會窗        | 2025年夏季轉會窗 | 2025年夏季轉會窗 | 2025年夏季轉會窗 | 2025年夏季轉會窗 | 2025年夏季轉會窗    |
| ---------------- | ---------------- | ----------------------- | ---------------- | ---------------- | ---------------- | ---------------- | ------------------- |
| 41               | 英格兰           | （Joe Whitworth）       | 門將             | 21               | 2021             | 艾希特           | 24/25球季 25/26球季 |
| 52               | 英格兰           | 大衛·奧佐（David Ozoh） | 防守中場         | 20               | 2022             | 德比郡           | 25/26球季           |

### 離隊球員
1. 『*』為先租出一季或半季後售出。

| 號碼             | 國籍             | 球員                     | 位置             | 年齡             | 加盟年份         | 加盟球會         | 轉會費           |
| 2025年夏季轉會窗 | 2025年夏季轉會窗 | 2025年夏季轉會窗         | 2025年夏季轉會窗 | 2025年夏季轉會窗 | 2025年夏季轉會窗 | 2025年夏季轉會窗 | 2025年夏季轉會窗 |
| ---------------- | ---------------- | ------------------------ | ---------------- | ---------------- | ---------------- | ---------------- | ---------------- |
| 2                | 英格兰           | （Joel Ward）            | 右閘             | 35               | 2012             | 自由球員         | 自由轉會         |
| 4                | 英格兰           | （Robert Holding）       | 中堅             | 29               | 2023             | 科罗拉多急流     | 自由轉會         |
| 15               | 加纳             | （Jeffrey Schlupp）      | 左中場           | 32               | 2017             | 自由球員         | 自由轉會         |
| 23               | 英格兰           | （Malcolm Ebiowei）      | 右翼             | 21               | 2022             | 黑池             | 100萬鎊          |
| 25               | 英格兰           | （Ben Chilwell）         | 左閘             | 28               | 2025             | 切尔西           | 租借歸還         |
| 30               | 美国             | （Matt Turner）          | 門將             | 31               | 2024             | 诺丁汉森林       | 租借歸還         |
| 48               | 英格兰           | 路克·佩治（Luke Plange） | 中鋒             | 22               | 2022             | 草蜢             | 自由轉會         |

## 著名球星
- 唐·羅渣士（英语：Don Rogers (footballer)）（Don Rogers，1972-1975）
- 戴夫·史雲杜靴斯（Dave Swindlehurst，1973-1980）
- （Peter Taylor，1973-1977）：首位代表英格蘭取得入球的水晶宫球員
- 堅尼·森遜（Kenny Sansom，1974-1980）
- （Ian Wright，1985-1992）
- 馬克·布莱特（Mark Bright，1986-1993）：保持水晶宮最高入球紀錄 — 286場入113球
- 阿倫·柏祖（Alan Pardew，1987-1992）
- （Nigel Martyn，1989-1996）：英格蘭史上首位佰萬鎊門將
- （Gareth Southgate，1990-1995）
- （Chris Coleman，1991-1996）
- 林巴度（Attilio Lombardo，1997-1999）
- 范志毅（1998-2001）：中國國腳，榮獲2001年水晶宮最佳球員
- 孫繼海（1998-1999）他與范志毅於1998年一起轉會到英超的水晶宮
- （Andrew Johnson，2002-2006、2014-2015）